# Wasserburg Hasenberg
Die Wasserburg Hasenberg, volkstümlich die Insel genannt, ist eine abgegangene frühdeutsche Wasserburg im Ortsteil Eckartsberg der Gemeinde Mittelherwigsdorf in Sachsen.

## Beschreibung
Die Anlage befindet sich westlich des Gutes Oberhasenberg (Am Hasenberg 1) in der Quellmulde eines Zuflusses zum Hasenbergwasser innerhalb eines wassergefüllten breiten teichartigen Grabens. Erhalten ist die quadratische Burginsel mit abgerundeten Ecken, deren Seiten eine Länge von ca. 15 m haben. Der Burgstall ist heute ein Bodendenkmal.

## Geschichte
Über die Wasserburg existieren keine schriftlichen Überlieferungen, so dass weder ihre Entstehung, Besitzer, Zweck und ihr Untergang dokumentiert sind. Auch im Zuge der 1391 erfolgten Ersterwähnung des Zittauer Vorwerkes Hatzenfleck findet sich kein Hinweis auf die Wasserburg.
1769 veröffentlichte der Zittauer Gymnasialrektor Adam Daniel Richter eine Theorie, wonach die Insel eine meißnische Grenzburg des Markgrafen Ekkehard I. gewesen sein soll und somit aus dem 9. Jahrhundert stammen würde.
Moráwek schrieb 1874 von einer „künstlich angelegten, mit Bäumen und Strauchwerk bewachsenen, teilweise noch mit Wasser umgebenen Insel“ zu der damals vom  Gut Oberhasenberg eine Brücke führte.
Eine präzise zeitliche Einstufung kann erst nach archäologischen Untersuchungen erfolgen.